# Ethelbert Blatter

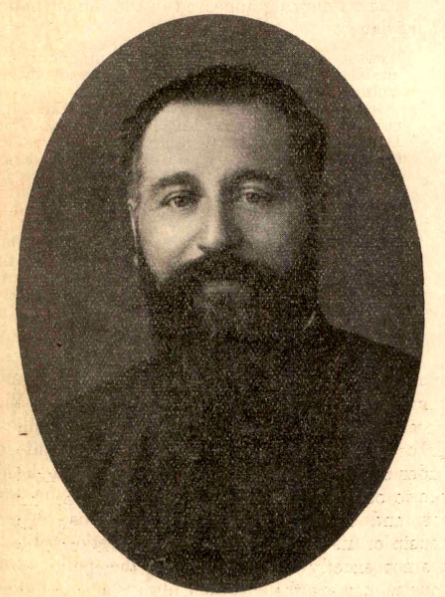
Ethelbert Blatter

O reverendo padre Ethelbert Blatter ( Rebstein,Suíça, 15 de setembro de  1877 – Pune, Índia, 20 de maio de 1934 ) foi um jesuíta e botânico suíço.

## Biografia
Estudou linguas modernas em  Schwyz antes de juntar-se à Companhia de Jesus em 1896. Completou seus estudos em filosofia antes de dedicar-se quase que exclusivamente à botânica. Foi para à Índia, em 1903, como professor de biologia no Colégio São Xavier de Bombaim.
Iniciou então a escrever os seus primeiros trabalhos  sobre a flora asiática. Viajou muito e desenvolveu um grande herbário.
Publicou em  1903 "Palm of British India and Ceylon"; em 1914 "The Flora of Aden"; em 1918 "Indian medicinal plants" e;  em 1919,  "Flora of Arabia" em seis volumes.
Retornou para a Europa em  1909 para completar seus estudos religiosos, sendo ordenado padre em  1912. Em 1915, volta à Bombaim retornando ao ensino. Publicou, em 1922, o trabalho "The Ferns of Bombay". Retirou-se para Panchgani em 1925, onde permaneceu até a sua morte.
Em 1926, supervisionou a reedição da  "Flora of the Bombay Presidency" de Cooke. O trabalho "The flora of the Indus delta" foi publicado em 1927 e, também,  "Beautiful flowers of Kashmir" em dois volumes. Em 1927, foi nomeado presidente da "Sociedade Indiana de Botânica". Morreu na Índia em 1934.